# 史特利亞溪
史特利亞溪（義大利語：Steria）是義大利利古里亞大區的河流，全長約9.6公里，又稱且沃溪。
史特利亞溪發源於拉古山，往東南方注入利古里亞海。
45°33′N 8°06′E / 45.550°N 8.100°E